# Ginástica nos Jogos da Commonwealth de 2014
A ginástica nos Jogos da Commonwealth de 2014 foi realizada no Scottish Exhibition and Conference Centre em Glasgow, na Escócia, com as disputas da ginástica artística masculina e feminina e da modalidade rítmica, entre 24 de julho e 1 de agosto. Foi a oitava vez que o esporte esteve no programa dos Jogos da Commonwealth.

## Eventos
| Ginástica artística - Individual geral masculino - Equipes masculino - Solo masculino - Barra fixa - Barras paralelas - Cavalo com alças - Argolas - Salto sobre a mesa masculino - Equipes feminino - Individual geral feminino - Trave - Solo feminino - Barras assimétricas - Salto sobre a mesa feminino | Ginástica rítmica - Equipes - Individual geral - Arco - Bola - Fita - Maças |

## Medalhistas
Ginástica artística
| Evento              | Ouro                                                                                | Prata                                                                                             | Bronze                                                                                        |
| Masculino           |                                                                                     |                                                                                                   |                                                                                               |
| Equipes             | Sam Oldham Louis Smith Kristian Thomas Max Whitlock Nile Wilson ENG Inglaterra      | Frank Baines Adam Cox Liam Davie Daniel Keatings Daniel Purvis SCO Escócia                        | Zachary Clay Nathan Gafuik Anderson Loran Kevin Lytwyn Scott Morgan CAN Canadá                |
| Individual geral    | Max Whitlock ENG Inglaterra                                                         | Daniel Keatings SCO Escócia                                                                       | Nile Wilson ENG Inglaterra                                                                    |
| Solo                | Max Whitlock ENG Inglaterra                                                         | Scott Morgan CAN Canadá                                                                           | David Bishop NZL Nova Zelândia                                                                |
| Cavalo com alças    | Daniel Keatings SCO Escócia                                                         | Max Whitlock ENG Inglaterra                                                                       | Louis Smith ENG Inglaterra                                                                    |
| Argolas             | Scott Morgan CAN Canadá                                                             | Kevin Lytwyn CAN Canadá                                                                           | Daniel Purvis SCO Escócia                                                                     |
| Salto sobre a mesa  | Scott Morgan CAN Canadá                                                             | Kristian Thomas ENG Inglaterra                                                                    | Wah Toon Hoe SIN Singapura                                                                    |
| Barras paralelas    | Daniel Purvis SCO Escócia                                                           | Nile Wilson ENG Inglaterra                                                                        | Max Whitlock ENG Inglaterra                                                                   |
| Barra fixa          | Nile Wilson ENG Inglaterra                                                          | Kristian Thomas ENG Inglaterra                                                                    | Kevin Lytwyn CAN Canadá                                                                       |
| Feminino            |                                                                                     |                                                                                                   |                                                                                               |
| Equipes             | Ruby Harrold Kelly Simm Hannah Whelan Claudia Fragapane Becky Downie ENG Inglaterra | Georgia Rose Brown Larrissa Miller Lauren Mitchell Mary Anne Monckton Olivia Vivian AUS Austrália | Elizabeth Beddoe Georgina Hockenhull Jessica Hogg Angel Romaeo Raer Theaker WAL País de Gales |
| Individual geral    | Claudia Fragapane ENG Inglaterra                                                    | Ruby Harrold ENG Inglaterra                                                                       | Hannah Whelan ENG Inglaterra                                                                  |
| Salto sobre a mesa  | Claudia Fragapane ENG Inglaterra                                                    | Elsabeth Black CAN Canadá                                                                         | Dipa Karmakar IND Índia                                                                       |
| Barras assimétricas | Becky Downie ENG Inglaterra                                                         | Larrissa Miller AUS Austrália                                                                     | Ruby Harrold ENG Inglaterra                                                                   |
| Trave               | Elsabeth Black CAN Canadá                                                           | Mary Anne Monckton AUS Austrália                                                                  | Georgina Hockenhull WAL País de Gales                                                         |
| Solo                | Claudia Fragapane ENG Inglaterra                                                    | Lauren Mitchell AUS Austrália                                                                     | Elsabeth Black CAN Canadá                                                                     |

Ginástica rítmica
| Evento           | Ouro                                                             | Prata                                                          | Bronze                                                                |
| Feminino         |                                                                  |                                                                |                                                                       |
| Equipes          | Annabelle Kovacs Maria Kitkarska Patricia Bezzoubenko CAN Canadá | Nikara Jenkins Francesca Jones Laura Halford WAL País de Gales | Fatin Zakirah Zain Jalany Wong Poh San Amy Kwan Dict Weng MAS Malásia |
| Individual geral | Patricia Bezzoubenko CAN Canadá                                  | Francesca Jones WAL País de Gales                              | Laura Halford WAL País de Gales                                       |
| Arco detalhes    | Patricia Bezzoubenko CAN Canadá                                  | Francesca Jones WAL País de Gales                              | Wong Poh San MAS Malásia                                              |
| Bola detalhes    | Patricia Bezzoubenko CAN Canadá                                  | Francesca Jones WAL País de Gales                              | Laura Halford WAL País de Gales                                       |
| Fita detalhes    | Francesca Jones WAL País de Gales                                | Wong Poh San MAS Malásia                                       | Patricia Bezzoubenko CAN Canadá                                       |
| Maças detalhes   | Patricia Bezzoubenko CAN Canadá                                  | Francesca Jones WAL País de Gales                              | Themida Christodoulidou CYP Chipre                                    |

## Quadro de medalhas
| Ordem | País          | Medalha de ouro | Medalha de prata | Medalha de bronze | Total |
| ----- | ------------- | --------------- | ---------------- | ----------------- | ----- |
| 1     | Inglaterra    | 9               | 5                | 5                 | 19    |
| 2     | Canadá        | 8               | 3                | 4                 | 15    |
| 3     | Escócia       | 2               | 2                | 1                 | 5     |
| 4     | País de Gales | 1               | 5                | 4                 | 10    |
| 5     | Austrália     |                 | 4                |                   | 4     |
| 6     | Malásia       |                 | 1                | 2                 | 3     |
| 7     | Chipre        |                 |                  | 1                 | 1     |
|       | Índia         |                 |                  | 1                 | 1     |
|       | Nova Zelândia |                 |                  | 1                 | 1     |
|       | Singapura     |                 |                  | 1                 | 1     |
| TOTAL | TOTAL         | 20              | 20               | 20                | 60    |